# Paul Auster
Paul Auster   (Newark, 3 de febrer de 1947 - Nova York, 30 d'abril de 2024) fou un novel·lista, poeta, guionista i director de cinema estatunidenc.

## Biografia
Nasqué a la ciutat de Newark (Nova Jersey), fill d'una família originària de l'Europa central. El seu contacte amb els llibres fou bastant prematur gràcies a la biblioteca que un oncle seu traductor li deixava consultar. Entre els seus escriptors de joventut preferits hi ha Fiódor Dostoievski, Edgar Allan Poe, Miguel de Cervantes i Samuel Beckett, entre d'altres. Començà a escriure als dotze anys, abans fins i tot de descobrir el beisbol, un esport molt recurrent en les seves novel·les. Entre 1965 i 1967, estudià a la Universitat de Colúmbia literatura francesa, italiana i anglesa.
Més tard, començà a traduir autors francesos i va viatjar fins a París, on suspengué l'examen d'ingrés a l'Institut des Hautes Etudes Cinématographiques (Institut d'Alts Estudis de Cinematografia). Torna als Estats Units el 1967 i durant els deu anys següents treballa durament. Escriu articles per a revistes; comença les primeres versions del Viatge d'Anna Blume i d'El Palau de la Lluna, treballa en un petrolier... Al llarg d'aquests anys col·labora amb publicacions com The New York Review of Books i Harper's Saturday Review. Posteriorment, torna a França on viurà uns tres anys (1971-1974), gràcies a les seves traduccions de Stéphane Mallarmé, Jean-Paul Sartre o Georges Simenon, alhora que escriu poesies i obres de teatre d'un acte. A París va viure amb la seva parella, la també escriptora Lydia Davis, a qui va conèixer a la universitat, amb qui es van casar en 1974 després de tornar als Estats Units, i amb qui va tenir el primer fill, Daniel, nascut en 1977.
El 1979, just després de divorciar-se de Lydia Davis i de tractar sense èxit de publicar una novel·la policíaca (Squeeze Play) sota el pseudònim de Paul Benjamin, la mort del seu pare li proporcionà una petita herència que el tragué dels greus problemes econòmics que tenia i l'inspirà per escriure La invenció de la solitud (1982), inici del seu èxit literari i obra considerada per molts una obra autobiogràfica.
Es va casar per segona vegada amb l'escriptora Siri Hustvedt l'any 1981, amb qui va viure a Brooklyn, juntament amb la seva filla, la cantant i actriu Sophie Auster.
No fou fins a la publicació de Trilogia de Nova York (1985-1986) que gaudí de reconeixement internacional. Es tracta d'una sèrie de tres contes, que avançarien la publicació de la seua primera novel·la, El país de les últimes coses (1987). A aquesta la seguirien altres títols com El Palau de la Lluna (1989) i La música de l'atzar (1990), duta a la pantalla per Philip Hass. El 1992, gràcies a la seva obra Leviatan, guardonada amb el premi Médicis (1993), aconseguiria l'èxit total.
L'obra d'Auster es completa amb títols com: Mr. Vertigo (1994), Smoke (1995), Viure al dia (1997), Timbuktú (1999), El llibre de les il·lusions (2002), La nit de l'oracle (2003), Bogeries de Brooklyn (2006), Un home a les fosques (2008), Diari d'hivern (2012) o 4 3 2 1 (2017).
Cal no oblidar els seus poemaris, Espais blancs (1983), Desaparicions (1988), entre d'altres, així com The art of Hunger (1992), una recopilació d'articles i assaigs sobre literatura francesa, anglesa i estatunidenca.
Algunes de les seues novel·les han estat adaptades al cinema. És el cas de Smoke (1995), adaptada per Wayne Wang i amb la qual guanyà l'Independent Spirit Award. També amb Wang codirigí la seua obra Blue in the face (1995). En solitari, el ja reputat novel·lista adaptà per al cinema la seua obra Lulu on the bridge (1999). En maig del 2006, començà a rodar a Portugal el segon llargmetratge en solitari, The inner life of Martin Frost, amb un guió basat en el Llibre de les il·lusions. David Mazzucchelli va adaptar al còmic el 1994 La ciutat de vidre.
Tal volta, una de les activitats menys conegudes de Paul Auster és la seua tasca al PEN Club, presidit per l'escriptor iranià Salman Rushdie i del qual Auster va ser vicepresident. Es tracta d'una organització d'escriptors, en paraules del mateix Auster, "que promou els drets humans al món".
El 2006 fou guardonat amb el Premi Príncep d'Astúries de les Lletres i va publicar Viatges per l'Scriptorium, que tracta de la relació d'un autor amb els seus personatges.
Va morir el 30 d'abril de 2024 a casa seva, a Brooklyn, a causa de complicacions d'un càncer de pulmó, als 77 anys.

## Obra escrita
| - 1987 - Trilogia de Nova York - 1987 - Ciutat de vidre (1985) - 1987 - Fantasmes (1986) - 1987 - L'habitació tancada (1986) - 1988 - La invenció de la solitud - 1989 - El Palau de la Lluna - 1989 - En el país de les últimes coses - 1990 - La música de l'atzar - 1992 - Leviatan - 1992 - El conte de Nadal d'Augie Wren - 1994 - Mr Vertigo - 1999 - Timbuktú - 2001 - Experiments amb la veritat - 2002 - El llibre de les il·lusions - 2004 - La nit de l'oracle - 2005 - Bogeries de Brooklyn - 2006 - Viatges per l'Scriptorium - 2008 - Un home a les fosques - 2009 - Invisible - 2010 - Sunset Park - 2012 - Diari d'hivern - 2013 - Informe de l'interior - 2017 - 4 3 2 1 - 2023 - Baumgartner | - 1990 - Pista d'enlairament - 1997 - Desaparicions: Poemes (1970-1979) - 1995 - Smoke (guió) - 1995 - Blue in the Face (guió i direcció) - 1998 - Lulu on the Bridge (guió i direcció) - 2001 - The Center of the World (guió) - 2007 - The Inner Life of Martin Frost (guió, direcció i producció) - 1990 - L'art de la fam - 1993 - The Red Notebook (relats curts) - 1996 - El diable per la cua - 1996 - Per què escriure? - 1997 - La solitud del laberint - 2002 - La història de la meva màquina d'escriure - 2000 - Laurel i Hardy van al cel |

## Anàlisi de la seva obra
Paul Auster és, per excel·lència, l'escriptor de l'atzar i de la contingència. Persegueix, en l'ambient quotidià, les bifurcacions sorgides d'esdeveniments aparentment normals, fets evidents en Leviatan i La música de l'atzar.
El seu estil és aparentment senzill, gràcies al seu treball i coneixement de la poesia, però amaga una complexa arquitectura narrativa, composta de digressions, d'històries en la història i de miratges. També descriu la pèrdua, la inclinació als diners i els ambients vagabunds de les ciutats. Es qüestiona la identitat, especialment en la Trilogia de Nova York, en la qual un dels seus personatges (que no és el narrador) es diu com ell; en el Leviatan, en la qual el narrador té les seves inicials (Peter Aaron) i coneix una dona que es diu Iris (anagrama de la seva esposa Siri); o en La nit de l'oracle, en què un personatge es diu Trause (anagrama d'Auster).
Són molts els qui han afirmat que les novel·les de Paul Auster són novel·les mudes. El ben cert és que en les seues obres no abunden els diàlegs, sinó que estan construïdes a partir de la juxtaposició d'escenes omplertes amb personatges que intercanvien paraules.
Pel que fa a les seves influències, en una entrevista a Joseph Mallia confessà:
Franz Kafka i Samuel Beckett. Ambdós van tenir un gran impacte sobre mi. La influència de Beckett va ser tan forta que gairebé no puc sortir d'ella. Entre els poetes, em sentia molt atret per la poesia contemporània francesa i pels objectivistes americans, particularment George Oppen, que es va convertir en el meu amic. I el poeta alemany Paul Celan, que al meu entendre és el millor poeta de la postguerra en qualsevol idioma. Dels poetes vells, Hölderlin i Leopardi, els assaigs de Montaigne i El Quixot, de Miguel de Cervantes, que continua sent una gran font per a mi.
Sens dubte, El Quixot és la novel·la que més l'ha influenciat. "Novel·la de novel·les" ha arribat a afirmar l'autor en referir-se a l'obra de Cervantes.

## Guardons
- Premi Morton Dauwen Zabel de l'Acadèmia Americana de les Arts i les Lletres (1990)
- Premi Médicis de França a la millor novel·la d'un autor estranger (1993) per Leviatan
- Independent Spirit Award al millor guió original per Smoke (1995)
- Premi Literari Arquebisbe Juan de San Clemente de Santiago de Compostel·la per Timbuktú (2000).
- Cavaller de l'orde de les Arts i les Lletres de França (1992)
- El 2003 obté el Premi al millor llibre de l'any del Gremi de Llibreters de Madrid per El llibre de les il·lusions
- El 2005 obté el Premi Qué Leer que atorguen els lectors d'aquesta revista per La nit de l'oracle
- El 2006 li fou atorgat el Premi Príncep d'Astúries de les Lletres

## Anècdotes
- En Leviatan, Paul Auster en gran manera es va inspirar en la vida i les pràctiques de Sophie Calle, per tal de crear el personatge de Maria, una artista. Més tard, Sophie Calle es va inspirar en el personatge de Maria.[8]
- En Doble joc, sèrie de fotografies, es posa en escena "a la manera de Maria". L'escriptor va escriure Instruccions personals per a Sophie Calle amb el fi de millorar la vida a Nova York, una sèrie de consells que cal seguir perquè la ficció s'incorpore a la realitat.[9]
- El pianista francès Stephan Oliva va compondre el seu àlbum Coincidences a partir de l'obra d'Auster.[10]